# Bioggio
Bioggio is een gemeente en plaats in het Zwitserse kanton Ticino, en maakt deel uit van het district Lugano.
Bioggio telt 2315 inwoners.